# 洛阳火车站 (地铁)
洛阳火车站是洛阳轨道交通2号线的地铁车站，位于中华人民共和国河南省洛阳市西工区解放路与玄武门大街交叉口，于2021年12月26日开通。

## 车站结构
地铁洛阳火车站位于解放路与玄武门大街交叉口，沿解放路设置，呈南北走向，为地下两层岛式站台车站，车站长200米，宽22.7米，车站地下一层为站厅层，与洛阳站站前广场枢纽地下二层同层设置，地下二层为站台层，站台设置全高站台门。
| 地面              | 出入口 | A、B、C出入口                                                                                             |
| 地下一层          | 站厅   | 客服中心、自动售票机、验票机                                                                              |
| 地下二层          | 站台层 | \| \| \| █ 2号线往二乔路（国花路） \| \| 島式 · 開左邊车门 \| \| \| \| \| \| █ 2号线往八里堂（纱厂路） \| |
|                   |        | █ 2号线往二乔路（国花路）                                                                                 |
| 島式 · 開左邊车门 |        | |
|                   |        | █ 2号线往八里堂（纱厂路）                                                                                 |

## 出入口
地铁洛阳火车站共设3个出入口，同时站厅设有连通洛阳站站前广场枢纽地下二层的连通道，各出口及周围设施如下所示：
| 出口编号            | 照片 | 地点                           | 可到达目的地                                                       |
| ------------------- | ---- | ------------------------------ | ------------------------------------------------------------------ |
| A · 出口 · （设有） |      | 玄武门大街（南），解放路（东） | 新洛阳大厦，洛阳市第一高级中学第一附属小学，洛阳市西工区铁路幼儿园 |
| B · 出口            |      | 玄武门大街（南），解放路（西） | 宝龙大厦，西工区金谷园小学，金谷园                                 |
| C · 出口            |      | 玄武门大街（北）               | 国铁洛阳站，衡达地标，锦远商贸城                                   |
| 图例： 设有         |      |                                |                                                                    |

## 接驳交通

### 铁路
- 国铁陇海铁路洛阳站

### 公交车
- 洛阳站：1路早间区间，2路，6路，11路，14路，28路，41路，48路，50路，51路，55路，56路，61路，68路，77路，81路，83路，92路，103路，103路夜，107A路，107路，202路，206路，807旅游直通车，V6路，神都游2号线

## 历史
本站工程名与正式站名均为洛阳火车站，以车站临近的国铁车站命名。
- 2021年12月26日，车站随2号线通车开通[1]。
- 2023年10月1日，车站与国铁车站地下连通口启用[5]。